# جووانی جامباتیستا کرسپی
 جووانی جامباتیستا کرسپی (ایتالیایی: Giovanni Battista Crespi؛ ۲۳ دسامبر ۱۵۷۳ – ۲۳ اکتبر ۱۶۳۲) نقاش، مجسمه‌ساز و معمار اهل ایتالیا بود.

## نگارخانه

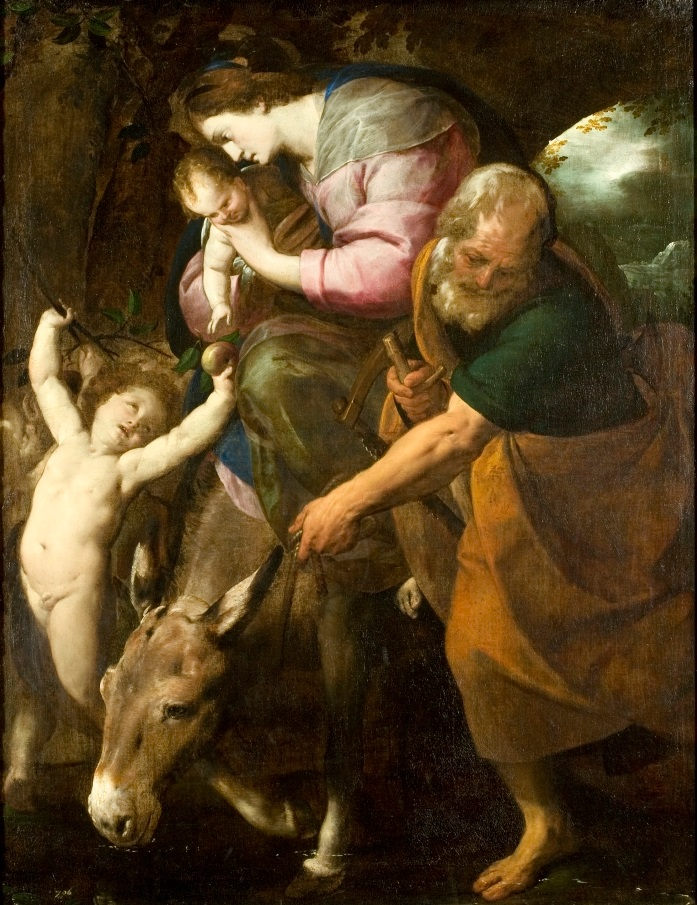